# كلارندون (نيويورك)
كلارندون (بالإنجليزية: Clarendon, New York)‏ هي بلدة أمريكية تقع في الولايات المتحدة في مقاطعة أورلينز، نيويورك. يقدر عدد سكانها بـ 3,648 نسمة ومساحتها 91.2 كم2 وترتفع عن سطح البحر 186 متر.

## أعلام
- جيمس تي. لويس
- لمويل كوك